# 马攸木·琼英·旺姆·多吉
马攸木·琼英·旺姆·多吉（宗喀語：མ་ཡུམ་ཆོས་དབྱིངས་དབང་མོ་རྡོ་རྗེ，威利：ma yum chos dbyings dbang mo rdo rje，Mayeum Choying Wangmo Dorji，1897年—1994年5月26日），锡金王国公主，也是不丹太王太后格桑却登之母。她还是不丹国旗的设计者。“马攸木”（མ་ཡུམ）為藏語「母親」之意。
马攸木·琼英·旺姆·多吉出生于锡金王室，其父亲是锡金国王图多南嘉。1918年，她与不丹首席部长、多吉家族的索南·托杰·多吉成婚。她与索南·托杰·多吉之女格桑却登后来嫁给了不丹第三任国王吉格梅·多吉·旺楚克。